# Peter Milligan
Peter Milligan ist ein britischer Schriftsteller, Comic- und Fernsehautor.

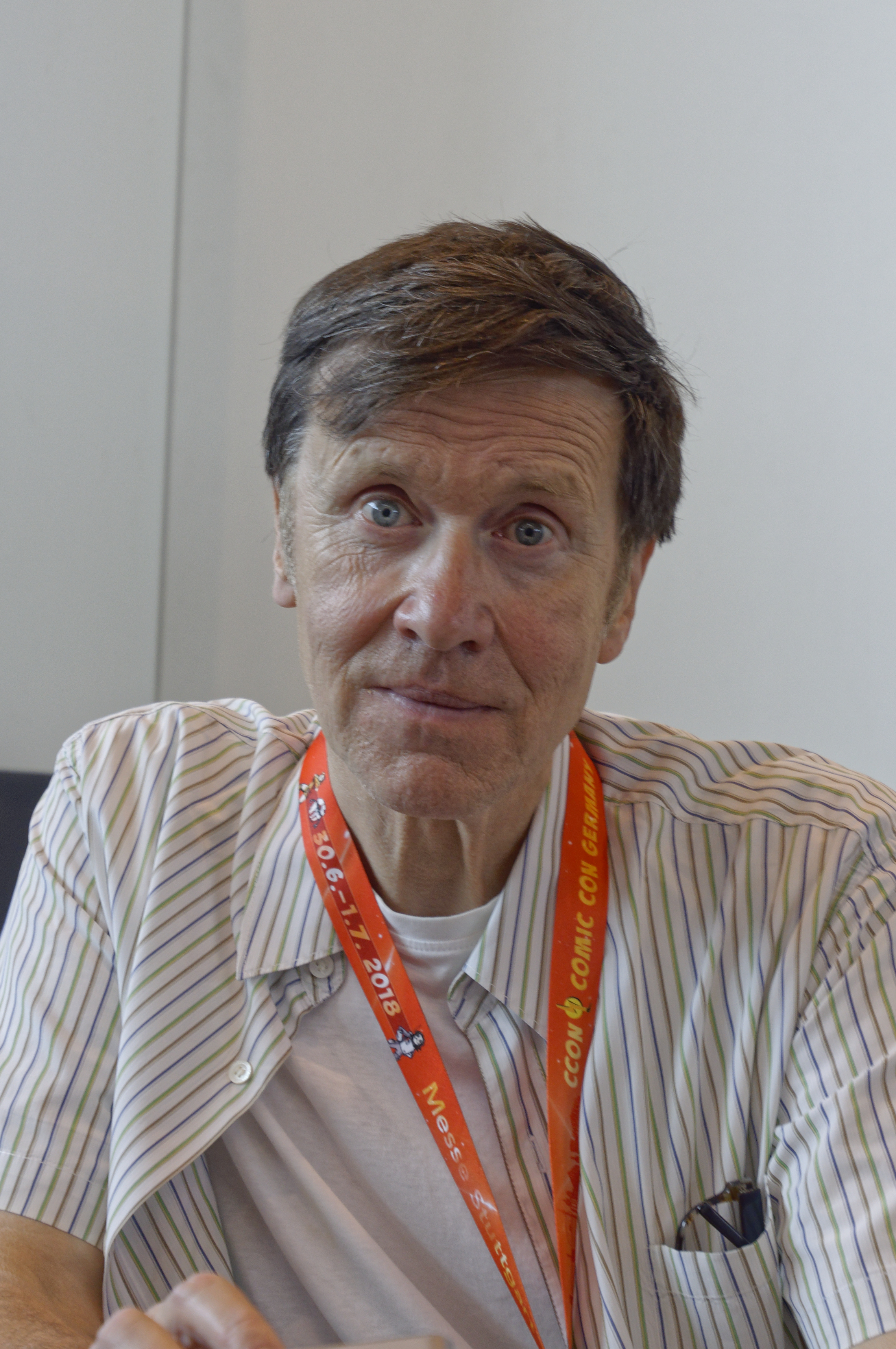
Peter Milligan auf der ComicCon Germany 2018

## Leben und Arbeit
Milligan begann in den frühen 1980er Jahren als hauptberuflicher Autor für das britische Comicmagazin 2000AD zu schreiben. In den nächsten Jahren legte er zahlreiche Science-Fiction-Geschichten vor, die innerhalb der Serie veröffentlicht wurden, so Bad Company, eine futuristische Kriegsgeschichte, die er gemeinsam mit den Zeichnern Brett Ewins und Brendan McCarthy gestaltete. Es folgten Reihen wie Hewigan's Haircut (mit Zeichner Jamie Hewlett) und Bix Barton (mit Bix Barton). Außer für 2000AD war Milligan in dieser Zeit auch für die Zeitschriften Revolver und Crisis tätig. Charakteristisch für sein Schaffen war dabei bereits damals der psychedelisch-surrealistische Touch seiner Geschichten. Für den Verlag Eclipse Comics steuerte er Geschichten für die Serien Strange Days, Paradax, Freakwave und Johnny Nemo bei.
1989 gelang es Milligan schließlich mit der, von DC-Comics veröffentlichten, sechsteiligen Miniserie Skreemer, einer in einer postapokalyptischen Zukunft angesiedelten Gangster-Saga, auch auf dem US-amerikanischen Comicmarkt Fuß zu fassen. In seinem nächsten Projekt, Skin, schilderte Milligan, zusammen mit Zeichner Brendan McCarthy, die Erlebnisse eines Skinheads im London der 1970er Jahre. Danach folgten eine Reihe von Arbeiten für DC: So die Serie Shade, die es von 1990 bis 1993 auf 33 Ausgaben brachte, sowie einige Ausgaben der Serien Batman, Detective Comics und Animal Man (1991), die er 1991 und 1992 mit Pausen als Nachfolger von Marv Wolfman bzw. Grant Morrison betreute. Als Zeichner standen ihm dabei unter anderen Jim Aparo und Mike Mignola zur Seite. Weitere Arbeiten dieser Jahre waren Enigma (1993) und Extremist sowie die vierteilige Miniserie The Human Target.
2001 übernahm er bei Marvel Comics die Serie X-Force mit der #116. Er schrieb die Serie zunächst bis zu ihrer Einstellung mit der #129 und setzte diese Arbeit auch nach ihrem Neustart unter dem Titel X-Statix fort. Diese Reihe sorgte vorab für großen Wirbel in der britischen Presse, da Milligan zeitweise plante die tote Prinzessin Diana als wiederbelebte Zombiefrau als „Teammitglied“ in die Serie einzubauen. Die Idee wurde schließlich fallengelassen und die Serie ohne den umstrittenen Charakter gestartet. Sie erreichte schließlich 29 Ausgaben, die später zu einem erheblichen Teil als Sammelbände nachgedruckt wurden.
2004 schrieb er einundzwanzig Ausgaben der Serie Final Cut die von Vertigo publiziert wurde und die fünfteilige Miniserie X-Statix Presents: Dead Girl.
Von 2005 bis 2007 schrieb Milligan die Serie X-Men (#166 bis 187). 2007 folgte die von Wildstorm publizierte Serie The Programme (2007) und das Batman Annual #26. Zukünftig soll er die Serie Infinity Inc. übernehmen.
Darüber hinaus hat Milligan einige Drehbücher geschrieben, so für die Filme Pilgrim (2000; mit Ray Liotta) und An Angel for May (2002).